# Sobotka
Sobotka là một thị trấn thuộc huyện Jičín, vùng Královéhradecký, Cộng hòa Séc.